# Artă concretă

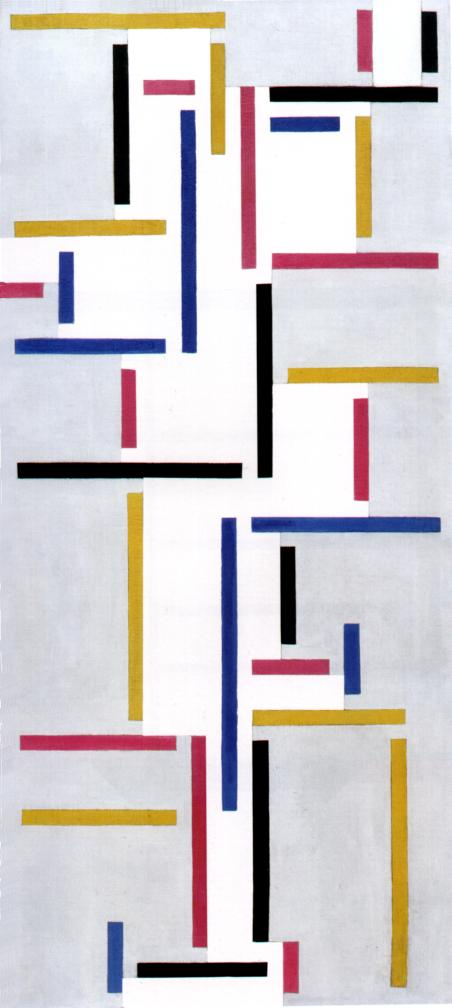
Theo van Doesburg: Ritmul unui dans rus, 1918

Arta concretă este o noțiune introdusă în 1924 de Theo van Doesburg, pictor, arhitect și teoretician al artei olandez, și lansată apoi în "Manifestul artei concrete" publicat în 1930 în unicul număr al revistei "Art concret". 
Arta concretă desemnează, în accepția lui Van Doesburg, realitatea spirituală - cea mai concretă dintre realități, pentru că definește profund ființa umană - tradusă în plan plastic, prin linii și forme geometrice dispuse, ca urmare a unui proiect mental, în imagine. Arta concretă nu este produsă doar cu mijloace mecanice sau tehnice, ea își dobândește forma și tensiunea numai cu ajutorul deciziei subiective a artistului. Arta concretă se delimitează de constructivism prin gândirea teoretică diferită, prin interesul la cercetarea efectelor de culoare și prin concentrarea asupra simbiozei între formă și culoare.

## GrupareaAbstraction-Création
Ideile lui Van Doesburg au fost reluate în cadrul grupării pariziene "Abstraction-Création" de către Georges Vantongerloo și Friedrich Vordemberge-Gildewart. Un rol important în evoluția acestui tip de artă l-a avut pictorul elvețian Max Bill, care a organizat prima expoziție internațională de artă concretă la Basel în 1944, când a înființat și revista "abstrakt/konkret". În 1960, Max Bill organizează la Zürich expoziția "konkrete kunst - 50 jahre entwicklung" ("Arta concretă - 50 de ani de dezvoltare"). El consideră ca esențial pentru efortul creator tendința de "a concretiza lucruri care n-au existat mai înainte într-o formă vizibilă și tangibilă... a reprezenta idei abstracte într-o formă senzorială". Max Bill a transpus ideile artei concrete și în domeniul sculpturii. 
Concetățeanul său, Richard Paul Lohse, lucrează într-o "ordine strict modulată și serială", în care câmpurile sale de culoare se ordonează după criterii metodice. 

## Arta concretă în Italia
În Italia, arta concretă este reprezentată, printre alții, de Alberto Magnelli. În 1949, ia ființă "Mișcarea pentru Artă concretă" ("Movimento Arte Concreta"), sub impulsul lui Gillo Dorfles, care - între anii 1951-1953 - editează revista lunară "Arte Concreta", care urmărea integrarea diferitelor tipuri de artă, cu un accent pe cele prevalent spațiale, sculptura și pictura. Tot în Italia, se semnalează câteva inițiative mai noi - "Gruppo T" și "Gruppo N" - care evoluează, în principiu, în sensul artei concrete, în înțelesul ei "tradițional", unde primează concretețea ideii și nu reprezentarea iluzionistă a realității înconjurătoare. 
Josef Albers, emigrat în 1933 în Statele Unite ale Americii, exercită aici în calitate de pictor și pedagog de artă o influență deosebită ca reprezentant al artei concrete. 
Arta concretă a contribuit mai târziu la dezvoltarea altor curente artistice ca Op-Art, Hard Edge și Minimal Art. Chiar și poezia concretă, apărută în jurul anului 1950, împrumută din trăsăturile artei concrete din domeniul picturii și sculpturii. 